# Agía Pelagía (Réthymnon)
Agía Pelagía, en grec moderne : Αγία Πελαγία, est un village de montagne du dème d'Ágios Vasílios, de l'ancienne municipalité de Lámpi, dans le district régional de Réthymnon, en Crète, en Grèce. Selon le recensement de 2011, la population d'Agía Pelagía compte 90 habitants. Le village est situé à une altitude de 360 mètres.

## Recensements de la population
| Recensements | 1881 | 1900 | 1928 | 1940 | 1951 | 1961 | 1971 | 1981 | 2001 |
| ------------ | ---- | ---- | ---- | ---- | ---- | ---- | ---- | ---- | ---- |
| Population   | 62   | 74   | 108  | 121  | 116  | 104  | 91   | 89   | 56   |

## Source de la traduction
- (el) Cet article est partiellement ou en totalité issu de l’article de Wikipédia en grec moderne intitulé « Αγία Πελαγία Ρεθύμνης » (voir la liste des auteurs).